# Centrine humantin
Espèce
Répartition géographique
Statut de conservation UICN

 DD  : Données insuffisantes
La Centrine humantin (Oxynotus paradoxus) est une espèce de requins de la famille des Oxynotidae, atteignant une taille d'environ 120 cm et vivant au nord-est de l'océan Atlantique (au large des côtes d'Europe et d'Afrique de l'Ouest) à des profondeurs variant de 265 à 720 m. L'espèce est ovovivipare.